# Milão (província)
A província de Milão é uma província italiana da região da Lombardia com cerca de 3 177 000 habitantes, densidade de 2 015  hab/km². Está dividida em 134 comunas, sendo a capital Milão.
Faz fronteira a norte com a província de Varese e a província de Monza e Brianza, a este com a província de Bérgamo, a província de Cremona e a província de Lodi, a sul com a província de Pavia e a oeste com a região do Piemonte (província de Novara).